# Torneo de Las Vegas
El Torneo de Las Vegas, oficialmente Tennis Channel Open, fue un torneo oficial anual de tenis masculino disputado en la ciudad de Las Vegas, Nevada, Estados Unidos. Se disputó sobre canchas duras y formó parte de la serie ATP International Series. Sirve como preparación para los Masters Series de Indian Wells y Miami.
El torneo se realizó por primera vez en 1986 jugándose hasta el año 2005 en la ciudad de Scottsdale, Arizona y se trasladó a Las Vegas en el año 2006. El jugador más ganador en el torneo es el estadounidense Andre Agassi quien se lo adjudicó en 4 ocasiones.

## Resultados

### Individuales masculinos
| Año                 | Campeón             | Finalista          | Resultado        |
| Las Vegas, Nevada   |                     |                    |                  |
| 2008                | Sam Querrey         | Kevin Anderson     | 4-6, 6-3, 6-4    |
| 2007                | Lleyton Hewitt      | Jürgen Melzer      | 6-4, 7-6(10)     |
| 2006                | James Blake         | Lleyton Hewitt     | 7-5, 2-6, 6-3    |
| Scottsdale, Arizona |                     |                    |                  |
| 2005                | Wayne Arthurs       | Mario Ančić        | 7-5, 6-3         |
| 2004                | Vincent Spadea      | Nicolas Kiefer     | 7-5, 6-7(5), 6-3 |
| 2003                | Lleyton Hewitt      | Mark Philippoussis | 6-4, 6-4         |
| 2002                | Andre Agassi        | Juan Balcells      | 6-2, 7-6(2)      |
| 2001                | Francisco Clavet    | Magnus Norman      | 6-4, 6-2         |
| 2000                | Lleyton Hewitt      | Tim Henman         | 6-4, 7-6(2)      |
| 1999                | Jan-Michael Gambill | Lleyton Hewitt     | 7-6(2), 4-6, 6-4 |
| 1998                | Andre Agassi        | Jason Stoltenberg  | 6-4, 7-6(3)      |
| 1997                | Mark Philippoussis  | Richey Reneberg    | 6-4, 7-6(4)      |
| 1996                | Wayne Ferreira      | Marcelo Ríos       | 2-6, 6-3, 6-3    |
| 1995                | Jim Courier         | Mark Philippoussis | 7-6(2), 6-4      |
| 1994                | Andre Agassi        | Luiz Mattar        | 6-4, 6-3         |
| 1993                | Andre Agassi        | Marcos Ondruska    | 6-2, 3-6, 6-3    |
| 1992                | Stefano Pescosolido | Brad Gilbert       | 6-0, 1-6, 6-4    |
| 1991                | no disputado        |                    |                  |
| 1990                | no disputado        |                    |                  |
| 1989                | Ivan Lendl          | Stefan Edberg      | 6-2, 6-3         |
| 1988                | Mikael Pernfors     | Glenn Layendecker  | 6-2, 6-4         |
| 1987                | Brad Gilbert        | Eliot Teltscher    | 6-2, 6-2         |
| 1986                | John McEnroe        | Kevin Curren       | 6-3, 3-6, 6-2    |

### Dobles masculinos
| Año                 | Campeones                           | Finalistas                           | Resultado               |
| Las Vegas, Nevada   |                                     |                                      |                         |
| 2008                | Julien Benneteau & Michael Llodra   | Bob Bryan & Mike Bryan               | 6-4, 4-6, 10-8          |
| 2007                | Bob Bryan & Mike Bryan              | Jonathan Erlich & Andy Ram           | 7-66, 6-2               |
| 2006                | Bob Bryan & Mike Bryan              | Jaroslav Levinský & Robert Lindstedt | 6-3, 6-2                |
| Scottsdale, Arizona |                                     |                                      |                         |
| 2005                | Bob Bryan & Mike Bryan              | Wayne Arthurs & Paul Hanley          | 7-5, 6-4                |
| 2004                | Rick Leach & Brian MacPhie          | Jeff Coetzee & Chris Haggard         | 6-3, 6-1                |
| 2003                | James Blake & Mark Merklein         | Lleyton Hewitt & Mark Philippoussis  | 6-4, 6-72, 7-65         |
| 2002                | Bob Bryan & Mike Bryan              | Mark Knowles & Daniel Nestor         | 7-5, 7-66               |
| 2001                | Donald Johnson & Jared Palmer       | Marcelo Ríos & Sjeng Schalken        | 7-63, 6-2               |
| 2000                | Jared Palmer & Richey Reneberg      | Patrick Galbraith & David Macpherson | 6-3, 7-5                |
| 1999                | Justin Gimelstob & Richey Reneberg  | Mark Knowles & Sandon Stolle         | 6-4, 6-74, 6-3          |
| 1998                | Cyril Suk & Michael Tebbutt         | Kent Kinnear & David Wheaton         | 4-6, 6,1, 7-6           |
| 1997                | Luis Lobo & Javier Sánchez          | Jonas Björkman & Rick Leach          | 6-3, 6-3                |
| 1996                | Patrick Galbraith & Rick Leach      | Richey Reneberg & Brett Steven       | 5-7, 7-5, 7-5           |
| 1995                | Trevor Kronemann & David Macpherson | Luis Lobo & Javier Sánchez           | 4-6, 6-3, 6-4           |
| 1994                | Jan Apell & Ken Flach               | Alex O'Brien & Sandon Stolle         | 6-0, 6-4                |
| 1993                | Mark Keil & Dave Randall            | Luke Jensen & Sandon Stolle          | 7-5, 6-4                |
| 1992                | Mark Keil & Dave Randall            | Kent Kinnear & Sven Salumaa          | 4-6, 6-1, 6-2           |
| 1991                | no disputado                        |                                      |                         |
| 1990                | no disputado                        |                                      |                         |
| 1989                | Rick Leach & Jim Pugh               | Paul Annacone & Christo Van Rensburg | 6-7, 6-3, 6-2, 2-6, 6-4 |
| 1988                | Scott Davis & Tim Wilkison          | Rick Leach & Jim Pugh                | 6-4, 7-6                |
| 1987                | Rick Leach & Jim Pugh               | Dan Goldie & Mel Purcell             | 6-3, 6-2                |
| 1986                | Leonardo Lavalle & Mike Leach       | Scott Davis & David Pate             | 7-6, 6-4                |

## Otros torneos de tenis en Las Vegas
La ciudad de Las Vegas también fue sede de un torneo profesional de tenis válido por el circuito masculino entre los años 1972-1983 y otra vez más en 1985. Se jugó en todas las ocasiones sobre canchas duras y hubo dos torneos en el año 1978. Las finales en individuales fueron:
| Año    | Campeón         | Finalista          | Resultado          |
| 1985   | Johan Kriek     | Jimmy Arias        | 4-6, 6-3, 6-4, 6-2 |
| 1983   | Jimmy Connors   | Mark Edmondson     | 7-6, 6-1           |
| 1982   | Jimmy Connors   | Gene Mayer         | 5-2, ab            |
| 1981   | Ivan Lendl      | Harold Solomon     | 6-4, 6-2           |
| 1980   | Björn Borg      | Harold Solomon     | 6-3, 6-1           |
| 1979   | Björn Borg      | Jimmy Connors      | 6-3, 6-2           |
| 1978-2 | Björn Borg      | Vitas Gerulaitis   | 6-5, 5-6, 6-4, 6-5 |
| 1978-1 | Harold Solomon  | Corrado Barazzutti | 6-1, 3-0, ab       |
| 1977   | Jimmy Connors   | Raúl Ramírez       | 6-4, 5-7, 6-2      |
| 1976   | Jimmy Connors   | Ken Rosewall       | 6-1, 6-3           |
| 1975   | Roscoe Tanner   | Ross Case          | 5-7, 7-5, 7-6      |
| 1974   | Rod Laver       | Marty Riessen      | 6-2, 6-2           |
| 1973   | Brian Gottfried | Arthur Ashe        | 6-1, 6-3           |
| 1972   | John Newcombe   | Cliff Drysdale     | 6-3, 6-4           |

- Datos: Q299516